# LuKII
Das Projekt LuKII (sprich Luki) – LOCKSS und KOPAL Infrastruktur und Interoperabilität ist ein von der Deutschen Forschungsgemeinschaft (DFG) gefördertes Projekt.

## Ziele
Ziel des Projektes ist es, in Deutschland eine Infrastruktur für kostengünstige digitale Langzeitarchivierung aufzubauen. Dazu gehört die Schaffung eines deutschen Privaten LOCKSS Netzwerks (Private LOCKSS Network – PLN) inklusive eines deutschsprachigen Kompetenzzentrums, das bei grundsätzlichen Fragen zum Thema digitale Langzeitarchivierung, Installation und Betrieb von sog. LOCKSS-Boxen und bei der Entwicklung und Konfiguration von Plugins für verschiedene Zielsysteme beratend zur Verfügung steht. Neben den englischsprachigen Standorten Stanford und Edinburgh wird damit ein dritter Support-Standort eingerichtet, der speziell auf den deutschsprachigen Raum zugeschnitten ist.
Neben der Schaffung der notwendigen Infrastruktur für kostengünstige und effiziente digitale Langzeitarchivierung ist die Kombination von Funktionen aus den beiden bestehenden Systeme LOCKSS (Lots of Copies Keep Stuff Safe) und KOPAL/koLibRI ein weiteres Ziel. Dazu wird ein Interoperabilitätsprototyp entwickelt, der die Vorteile der Bitstromspeicherung aus LOCKSS und das Migrationsmanagement aus KOPAL/koLibRI kombiniert. In einem dritten Schritt wird die Funktionalität des Prototyps anhand von Daten aus deutschen Open-Access-Repositorien getestet. Dies geschieht zunächst mit vorher klar definierten Inhalten aus den Open Access Dokumentservern der beteiligten Partnerinstitutionen. Zusätzlich wird sich die Humboldt-Universität zu Berlin im Rahmen des Projektes LuKII an Controlled LOCKSS (CLOCKSS), einem Dark Archive, bestehend aus den Publikationen internationaler Verlage wie Elsevier, Taylor & Francis und Wiley-Blackwell beteiligen. Die Humboldt-Universität zu Berlin – vertreten durch Peter Schirmbacher – ist damit der erste europäische Partner im CLOCKSS-Netzwerk.

## Mitarbeiter
An dem Projekt LuKII sind das Institut für Bibliotheks- und Informationswissenschaft sowie der Computer und Medienservice der Humboldt-Universität zu Berlin und die Deutsche Nationalbibliothek beteiligt.

## Projektpartner
Es gibt bereits ein erstes funktionsfähiges deutsches Privates LOCKSS Netzwerk zwischen den LuKII-Partnern. Folgende Institutionen sind aktuell in diesem Netzwerk eingebunden und haben ihre LOCKSS-Boxen erfolgreich in Betrieb genommen:
- Bayerische Staatsbibliothek (BSB)
- Deutsche Nationalbibliothek (DNB)
- Hochschulbibliothekszentrum des Landes Nordrhein-Westfalen (HBZ)
- Humboldt-Universität zu Berlin (HU)
- Karlsruher Institut für Technologie (KIT)
- Universität Konstanz
- Universität Münster
- Universität Stuttgart

Folgende Partner sind ebenfalls in das Projekt involviert, haben ihre LOCKSS-Box aber noch nicht aktiviert.
- Niedersächsische Staats- und Universitätsbibliothek Göttingen

- Staatsbibliothek zu Berlin – Preussischer Kulturbesitz

- Sächsische Landesbibliothek – Staats- und Universitätsbibliothek Dresden

### Blogs zum Thema digitale Langzeitarchivierung
- Blog der Library of Congress
- Blog von Michael Seadle